# Вітаутас Бредікіс
Вітаутас Бредікіс (лит. Vytautas Brėdikis; 20 листопада 1930, Біржай — 15 січня 2021, Вільнюс) — литовський архітектор, народний архітектор Литовської РСР (1984), лауреат Ленінської премії (1974).

## Біографія
У 1937—1949 роках навчався в Біржайський гімназії. Закінчив Вільнюську художню академію в 1955 році.
У 1955—1965 роках працював в Інституті проектування міського будівництва у Вільнюсі, з 1960 року був керівником групи, з 1964 року — головним архітектором проектів.
З 1965 року викладав у Художньому інституті (нині Вільнюська художня академія), доцент (1971), професор (1984), в 1988—1993 роках — ректор Вільнюської художньої академії.

## Нагороди і звання
Член Спілки архітекторів Литви, народний архітектор Литовської РСР (1984); заслужений архітектор Литви; лауреат Ленінської премії (1974), премії Ради міністрів СРСР (1975), Державної премії Литовської РСР (1984). Нагороджений орденом Великого князя Литовського Гедиміна третього ступеня (1998), медаллю Незалежності Литви, а також орденом Лицаря архітектури Союзу архітекторів Литви.

## Найважливіші роботи
- Житловий район Антакальніс (1960, Вільнюс)
- Житловий район Лаздинай (розпочато в 1967 році, Вільнюс; спільно з Вітаутасом Чеканауськасом; Ленінська премія, яку, крім авторів проекту, отримали також архітектори В. К. Бальчюнас, Г. Валюшкіс, будівельники А. Клейнотас, В. Шилейко[3])
- Автобусний вокзал (1974, Вільнюс; премія Ради міністрів СРСР, 1975)
- Площа в Биржаї з пам'ятником поетові Юлюсом Янонісом (скульптор Константінас Боґданас, 1976)
- Навчальний корпус Вільнюської художньої академії (спільно з В. Насвітісом, 1981; Державна премія Литовської РСР, 1984)

Крім того, проектував типові житлові будинки (1957-1958), сільські школи (1959); підготував проект реставрації Ансамблю Вільнюського університету (1979). Автор проекту виробничого корпусу Будтресту (1973), а також проектів архітектурної частини понад десятка скульптурних надгробних пам'ятників у Вільнюсі та в інших містах і проектів інтер'єрів та виставок; співавтор проекту детального планування і забудови громадського центру на правому березі річки Няріс у Вільнюсі (спільно з А. Насвітісом і В. Чеканауськасом, 1964).